# Politisk slogan
En politisk slogan är en kort fras som kännetecknas av att den har ett uttänkt politiskt syfte, vilket har tänkts ut av avsändaren i avsikt att påverka allmänheten i en viss politisk riktning. Politiska partier använder sig ofta av slogans, liksom presidentkandidater, men också intresseföreningar av olika slag. Dessutom används politiska slogans flitigt av diktatorer och i krigstider. 

## Slogans i Tredje riket
Nationalsocialisterna i Tyskland använde sig i hög grad av slogans såväl innan de kom till makten som under deras maktperiod 1933−1945. Uttrycket Blut und Boden (blod och jord) hämtades från den folkliga (völkische) landsbygdsrörelsen. Det var en slogan som på ytan tycktes harmlös, men som knöts ihop med mytiska föreställningar om de intima relationerna mellan ett utvecklat folk och det specifika landskapet som var dess land. Dessutom kunde föreställningar (förhoppningar) om en territoriell expansion också knytas till denna slogan. 